# Hồ Chẩn
Hồ Chẩn (chữ Hán: 胡軫) là tướng nhà Đông Hán trong lịch sử Trung Quốc. Ông từng phục vụ quyền thần Đổng Trác và Lý Thôi trong cuộc chiến quân phiệt.

## Giúp Đổng Trác chống chư hầu

### Rút khỏi Lỗ Dương
Hồ Chẩn là bộ tướng trong quân Lương châu của Đổng Trác. Khi Đổng Trác nắm quyền thao túng triều đình nhà Hán (từ năm 189), Hồ Chẩn được phong làm Thái thú Đông quận.
Năm 190, các chư hầu do Viên Thiệu cầm đầu nổi dậy đánh Đổng Trác. Cánh quân của Tôn Kiên hăng hái nhất, liên tiếp đánh bại quân Đổng Trác. Đổng Trác bèn sai Hồ Chẩn cầm quân đi đánh Tôn Kiên đang đóng ở Lỗ Dương.
Cuối năm 190, Tôn Kiên sai Trưởng sử Công Cừu Xứng đi đốc lương thảo. Trong lúc Tôn Kiên tập hợp chư tướng uống rượu tiễn Công Cừu Xứng thì Hồ Chẩn mang quân đánh trước. Quân Hồ Chẩn đông đảo kéo đến trong lúc Tôn Kiên chưa kịp bày trận ứng phó.
Nhưng Tôn Kiên vẫn bình tĩnh hạ lệnh cho thủ hạ đi thu thập quân sĩ trở về hàng ngũ, còn mình vẫn ngồi uống rượu như thường, khiến quân sĩ không hoảng hốt rối loạn. Khi quân sĩ trở về thành gần đông đủ, Tôn Kiên mới đứng dậy chỉ huy rút lui vào trong. Hồ Chẩn thấy quân sĩ Tôn Kiên nghiêm chỉnh nên không dám tấn công thành Lỗ Dương mà hạ lệnh rút lui.

### Bại trận Dương Nhân
Sau khi bị một tướng khác của Đổng Trác là Từ Vinh đánh bại ở Lương Đông, Tôn Kiên thu nhặt tàn quân, đánh chiếm thành Thái Cốc và Dương Nhân ở phía nam Lạc Dương.
Đổng Trác lại sai Hồ Chẩn và con nuôi là Lã Bố mang 5000 quân đi đánh. Hồ Chẩn và Lã Bố bất hòa. Ông nóng tính và muốn nhanh chóng lập công, tuyên bố với quân sĩ phải lập tức quét sạch Tôn Kiên, khiến các tướng dưới quyền không đồng tình.
Khi quân Hồ Chẩn còn cách vài chục dặm, quân sĩ đi xa mệt mỏi chuẩn bị nghỉ ngơi thì Lã Bố muốn phá Hồ Chẩn không cho lập công, bèn bàn rằng quân Tôn Kiên đang lơi lỏng, nên đánh ngay. Hồ Chẩn nghe theo, bèn dẫn quân đi trong đêm, nhưng đến nơi thì Tôn Kiên đang phòng thủ rất nghiêm ngặt, không thể đánh úp. Lúc đó quân Hồ Chẩn đi đường xa đói khát, trong đêm không kịp đào hào phòng ngự, đang định cởi giáp ngủ thì Lã Bố lại phao tin nhảm rằng Tôn Kiên sắp kéo ra đánh úp. Quân Hồ Chẩn không phân biệt được thật giả, chạy nháo nhác, bỏ cả mũ và giáp, người ngựa rất hỗn loạn.
Tôn Kiên được tin báo quân địch hỗn loạn bèn mang quân ra đuổi đánh khiến Hồ Chẩn đại bại, bộ tướng của ông là Hoa Hùng bị chém chết.
Tam Quốc diễn nghĩa kể rằng Hoa Hùng đánh bại Tôn Kiên và giết nhiều tướng của các trấn chư hầu, mãi sau Quan Vũ ra trận mới giết được ở cửa Hổ Lao phía đông Lạc Dương. Trên thực tế anh em Lưu Bị, Quan Vũ và Trương Phi không đến hội minh với Viên Thiệu đánh Đổng Trác.
Quân tiền phương bị đánh bại, Đổng Trác lo lắng mang vua Hán Hiến Đế và dân chúng bỏ Lạc Dương chạy về Trường An. Hồ Chẩn đi theo Đổng Trác.

## Hai lần đổi chủ
Các cánh quân chư hầu chống Đổng Trác giải tán và quay sang đánh lẫn nhau. Năm 192, Đổng Trác bị Vương Doãn và Lã Bố giết chết. Hồ Chẩn cùng một tướng khác của Đổng Trác là Từ Vinh quy hàng, được Vương Doãn dung nạp.
Bộ tướng của Đổng Trác là Lý Thôi, Quách Dĩ, Trương Tế mang quân đánh vào Trường An báo thù cho Đổng Trác. Vương Doãn sai Từ Vinh mang quân ra địch. Quân Lương châu giết chết Từ Vinh.
Hồ Chẩn lại được Vương Doãn lệnh mang quân ra trận đánh Lý Thôi. Hồ Chẩn không đánh Lý Thôi mà trở giáo đầu hàng. Ông cùng các tướng Lương châu quay về đánh kinh thành, đuổi Lã Bố, giết Vương Doãn.
Lý Thôi và Quách Dĩ chiếm được Trường An, nắm vua Hiến Đế khống chế triều đình. Hồ Chẩn được phong làm Tư Lệ hiệu úy.
Hồ Chẩn mâu thuẫn với Công tào quận Phùng Dực (thuộc Tư Lệ Bộ, khu vực do Hồ Chẩn quản lý) là Du Ân, dùng pháp luật vu cáo và kết án Du Ân vào tội chết. Sau đó 1 tháng ông cũng ốm và qua đời, tự nhận vì mình bị oan hồn của Du Ân báo oán.

## Trong Tam Quốc diễn nghĩa
Hồ Chẩn trong tiểu thuyết Tam Quốc diễn nghĩa của La Quán Trung xuất hiện rất ngắn ngủi trong hồi thứ 5 trong trận giao tranh với Tôn Kiên và bị bộ tướng của Tôn Kiên là Trình Phổ giết chết ngay.
La Quán Trung để ông là phó tướng của Hoa Hùng, trong khi sử sách xác nhận Hoa Hùng chỉ là bộ tướng của Hồ Chẩn.